# Leopardus garleppi
Il gatto di Garlepp (Leopardus garleppi (Matschie, 1912)) è un piccolo felino sudamericano presente su entrambi i versanti delle Ande dall'Ecuador a nord all'Argentina nord-occidentale (provincia di Catamarca) e al Cile settentrionale (regione di Tarapacá) a sud.

## Descrizione
Delle dimensioni di un grosso gatto domestico, il gatto di Garlepp ha una colorazione di base grigio-brunastro chiaro o fulvo, screziata da rosette disposte in bande oblique. Queste sono di colore arancione all'interno e hanno i bordi marroni. Lungo il dorso corre una striscia di colore grigio-brunastro scuro con peli arancioni sparsi. La testa è bruno-arancio. Sulla gola si trovano delle strisce nere, marrone scuro o fulvo scuro, una delle quali è sempre notevolmente più marcata delle altre. La coda è rivestita da anelli marrone-rossastro dalla base alla punta.

## Tassonomia
La specie venne descritta per la prima volta nel 1912 dallo zoologo tedesco Paul Matschie con il nome di Felis garleppi, ma in seguito venne trattata come una sottospecie di Leopardus colocola. La zoologa spagnola Rosa García-Perea, nel 1994, suddivise il gatto delle pampas in tre specie a sé e considerò L. garleppi come sottospecie di L. pajeros. Tale classificazione venne adottata anche dal celebre testo di riferimento zoologico Mammal Species of the World. Tuttavia, su Handbook of the Mammals of the World, un'altra opera standard per gli specializzati del settore, il cui volume sull'ordine Carnivora venne pubblicato nel 2009, Leopardus garleppi venne nuovamente classificato come una sottospecie del gatto delle pampas; anche il team di studiosi del Cat Specialist Group della IUCN considerano L. garleppi una sottospecie del gatto delle pampas, sebbene in una revisione della tassonomia dei felini pubblicata dallo stesso nel 2017 sia stato sottolineato che alcune sottospecie del gatto delle pampas potrebbero ricevere lo status di specie a sé a seguito di indagini future. Solo dopo una revisione del gruppo dei gatti delle pampas pubblicata nel giugno 2020 il taxon è tornato a essere considerato una specie a sé con il nome di L. garleppi dopo la scoperta di cinque cladi distinti che differiscono tra loro per morfologia del cranio, colore del mantello e genoma, nonché per la distribuzione geografica. L. budini, L. crespoi, L. steinbachi, L. thomasi e L. wolffsohni vengono considerati sinonimi di Leopardus garleppi. L'epiteto specifico commemora il naturalista tedesco Otto Garlepp (1864-1959), che procurò l'esemplare tipo.

## Rapporti con l'uomo
Per i Kallawaya che vivono nel nord della Bolivia, questo felino, noto come osqollo in lingua quechua, è un animale particolarmente sacro, associato alle potenti divinità della montagna. Pertanto, prima di effettuare una cerimonia sulla montagna, viene ritualmente chiesto il permesso al gatto. La sua uccisione è considerata tabù, e anche chiunque entri in contatto con un esemplare è costretto a fargli delle offerte in futuro.